# دور دنیا در هشتاد روز (فیلم ۱۹۵۶)
دور دنیا در هشتاد روز (به انگلیسی: Around the World in 80 Days) فیلمی کمدی، ماجراجویی و تکنی کالر ۱۸۳ دقیقه‌ای به کارگردانی مایکل اندرسون و با بازی کانتینفلاس، دیوید نیون و شرلی مک‌لین محصول سال ۱۹۵۶ کشورهای ایالات متحده و فرانسه است.

## خلاصه داستان
لندن، سال ۱۸۷۲. جنتلمنی انگلیسی به نام «فیلئاس فاگ» (دیوید نیون) با دوستانش شرط می‌بندد که می‌تواند با کشتی‌های بخار جدید و راه‌آهن ظرف هشتاد روز دور دنیا را بگردد. او کنار مستخدمش (کانتینفلاس)، طی سفر پر ماجرایش با شاهدختی هندی (شرلی مک‌لین) آشنا می‌شود و همراه او سفر را به پایان می‌رساند و شرط را می‌برد.

## دربارهٔ فیلم
فیلمی اقتباسی از شاهکار ژول ورن، دور دنیا در هشتاد روز است.
لوکیش‌های این فیلم در کشورهای اسپانیا، ژاپن، ایالات متحده، فرانسه، تایلند، هنگ کنگ، انگلستان اعم از استودیوها یا سایر فضاها فیلمبرداری شده‌است؛ و همچنین بخشی از فیلمبرداری این فیلم در خلیج فارس صورت گرفته‌است

## بازیگران

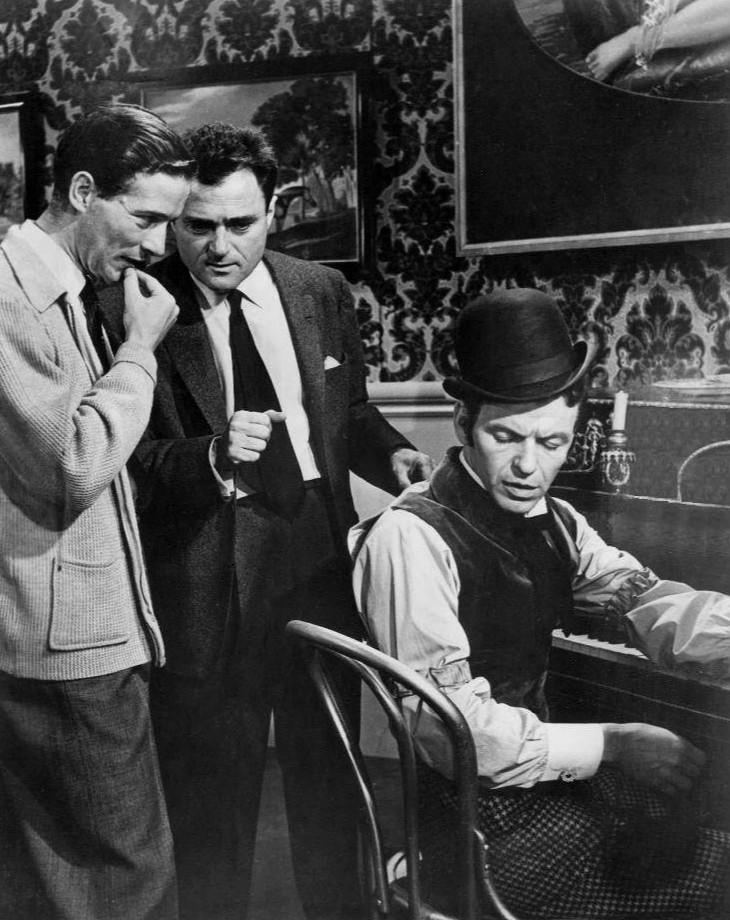

- دیوید نیون در نقش Phileas Fogg
- شرلی مک‌لین در نقش Princess Aouda
- کانتینفلاس در نقش Passepartout
- رابرت نیوتن در نقش Inspector Fix
- باستر کیتون
- شارل بوآیه
- جان گیلگد
- جان میلز
- فرناندل
- مارلنه دیتریش
- فرانک سیناترا
- جان کارادین
- رد اسکلتون
- پاتریک کارگیل
- جرج رافت
- چارلز مورتون
- فرد آلدریچ

## جوایز
- برنده جایزه اسکار بهترین فیلم - مایکل تاد
- برنده جایزه اسکار بهترین فیلمبرداری، رنگی - لایونیل لیندن
- برنده جایزه اسکار بهترین تدوین فیلم - جین روگیرو
- برنده جایزه اسکار بهترین موسیقی فیلم - ویکتور یانگ
- برنده جایزه اسکار بهترین فیلم‌نامه اقتباسی - جیمز پو، جان فارو، اس.جی. پرلمن
- نامزد جایزه اسکار بهترین طراحی صحنه، رنگی - کن آدام راس دائود و جیمز دابلیو. سالیوان
- نامزد جایزه اسکار بهترین طراحی لباس، رنگی - مایلز وایت
- نامزد جایزه اسکار بهترین کارگردانی - مایکل اندرسون
- برنده جایزه گلدن گلوب بهترین بازیگر مرد فیلم موزیکال یا کمدی - کانتینفلاس
- برنده جایزه گلدن گلوب بهترین فیلم درام - مایکل تاد
- نامزد جایزه گلدن گلوب بهترین کارگردانی - مایکل اندرسون